# Anders Tholander
Anders Tholander, född på 1600-talet, död 1735, var en svensk borgmästare och riksdagsledamot.

## Biografi
Anders Tholander arbetade som borgmästare i Strängnäs stad och var riksdagsledamot i borgarståndet för Strängnäs vid riksdagarna 1713–1714, 1719 och 1723. Han avled 1735.

### Familj
Tholander gifte sig första gången 1705 med Maria Bark, dotter till inspektorn Lars Bark och Anna Eriksdotter. Maria Bark var änka efter kyrkoherden Johannes Doraeus i Jäders församling.
Tholander gifte sig andra gången med Catharina Engman (född 1668), dotter till rådmannen Anders Engman och Elisabet Insen i Stockholm. De fick tillsammans tullförvaltaren Erik Tholander (1725–1786) i Stockholm.